# La Chassagne
La Chassagne település Franciaországban, Jura megyében. Lakosainak száma 103 fő (2022. január 1.). La Chassagne Sergenaux, Chaumergy, Chêne-Sec, Les Deux-Fays, Foulenay, Rye és Beauvernois községekkel határos.

## Népesség
A település népességének változása:
| Lakosok száma | 140  | 90   | 85   | 118  | 120  | 123  | 119  | 110  | 108  | 103  |
|               | 1968 | 1982 | 1990 | 2006 | 2013 | 2015 | 2017 | 2019 | 2020 | 2022 |